# Monterosso (Aci Sant'Antonio)
Monterosso Etneo o semplicemente Monterosso (Muntirussu in siciliano) è una frazione del comune di Aci Sant'Antonio, si trova alle pendici dell'Etna, a circa 500 m s.l.m. e prende il nome dal cono avventizio sorto durante l'eruzione del 1329, le cui lave arrivarono fino ad Acireale.

## Storia
Dopo gli avvenimenti apocalittici del 1329 che diedero origine con una spaventosa eruzione vulcanica al Monte Rosso, si hanno notizie di un primo nucleo abitativo solo nel 1537, un violento terremoto colpì in quell'anno tutta la zona del catanese e parecchi si rifugiarono, restandovi definitivamente, alle falde del Monte Rosso, costituendo così la prima comunità monterossina.
Negli anni recenti, Monterosso è stato attraversato in due occasioni dal Giro d'Italia, rispettivamente nel 2017 durante la quinta tappa Pedara-Messina e nel 2020 durante la terza tappa Enna-Etna.
Il paese si estende principalmente sull'antica "via magna", la strada che collega Viagrande con Zafferana Etnea.

## Monumenti e luoghi d'interesse

### Architetture religiose
La chiesa del paese è dedicata a Sant'Antonio di Padova. Si hanno le prime notizie dell'edificio tra il 1550 e il 1600, quando una ignota e nobile ricca famiglia catanese fece costruire una piccola cappella privata in onore del santo per le devozioni dei contadini e dei villeggianti del luogo. Di questa chiesa rimane solo un piccolo affresco che si trova sulla porta laterale dell'attuale chiesa. Il 31 gennaio 1905, con spese private e con la contribuzione degli abitanti, si restaurò e ampliò la vecchia cappella cadente, benedetta da mons. Gerlando Maria Genuardi. 
Nel 1910 iniziarono i lavori per la chiesa nuova, quella attuale, che venne inaugurata nel 1928 (i lavori furono fortemente rallentati dalla prima guerra mondiale).
Nel 1932, in seguito al settimo centenario dalla morte di S. Antonio di Padova, la chiesa viene consacrata e successivamente completata e abbellita in ogni sua parte oltre che arricchita anche della casa canonica. Nel 1938 viene eretto il campanile, con conseguente benedizione delle campane.
Tra il 1943 e il 1944, sorsero due comitati per raccogliere i fondi necessari alla costituzione della parrocchia che nascerà il 24 agosto 1945 e riconosciuta agli effetti civili il 10 giugno 1948.
La chiesa, ad una navata, si chiude con l'abside dove sull'altare maggiore vi è la cappella del patrono del paese, Sant'Antonio di Padova. Vi sono altri altari con la Madonna del Carmelo e San Giuseppe.
Nel 2014 viene chiusa al pubblico in quanto dichiarata inagibile a seguito del peggioramento dei danni subiti dai terremoti di origine vulcanica tra gli anni novanta e i primi anni duemila. Nel 2016, dopo opportuni lavori di ristrutturazione, viene riaperta con una cerimonia celebrativa presieduta dall'intera giunta comunale.
Nell'agosto 2024 viene nuovamente chiusa al pubblico per lavori di adeguamento sismico e ristrutturazione della facciata e del campanile a seguito dei danni subiti dal terremoto del 26 dicembre 2018. Ad aprile 2025, viene riaperta al pubblico in occasione della Domenica delle Palme.

### Aree naturali
La località prende il nome dall'omonimo cono avventizio (Monte Rosso, 596 m s.l.m.), nato durante l'eruzione del 1329, che fece giungere le sue lave fino alle porte di Acireale. Il piccolo cono, tipico a forma di "ferro di cavallo" si innalza di circa 100 metri sul lato est e di circa 50 metri sul lato ovest, sui suoi fianchi vi sono molti vigneti da cui viene prodotto vino molto ricercato per le sue qualità e il sapore. Il nome è dovuto al colore rossastro del suolo, che indica una grande presenza di ferro nel magma.
Il paese è attraversato da un tratto del torrente Lavinaio-Platani (localmente chiamato torrente Fondachello), ormai totalmente prosciugato, che si estende lungo tutta la via Provinciale.